# Iszkáz
Iszkáz is een plaats (község) en gemeente in het Hongaarse comitaat Veszprém. Iszkáz telt 399 inwoners (2001).